# Jurkowice Pierwsze

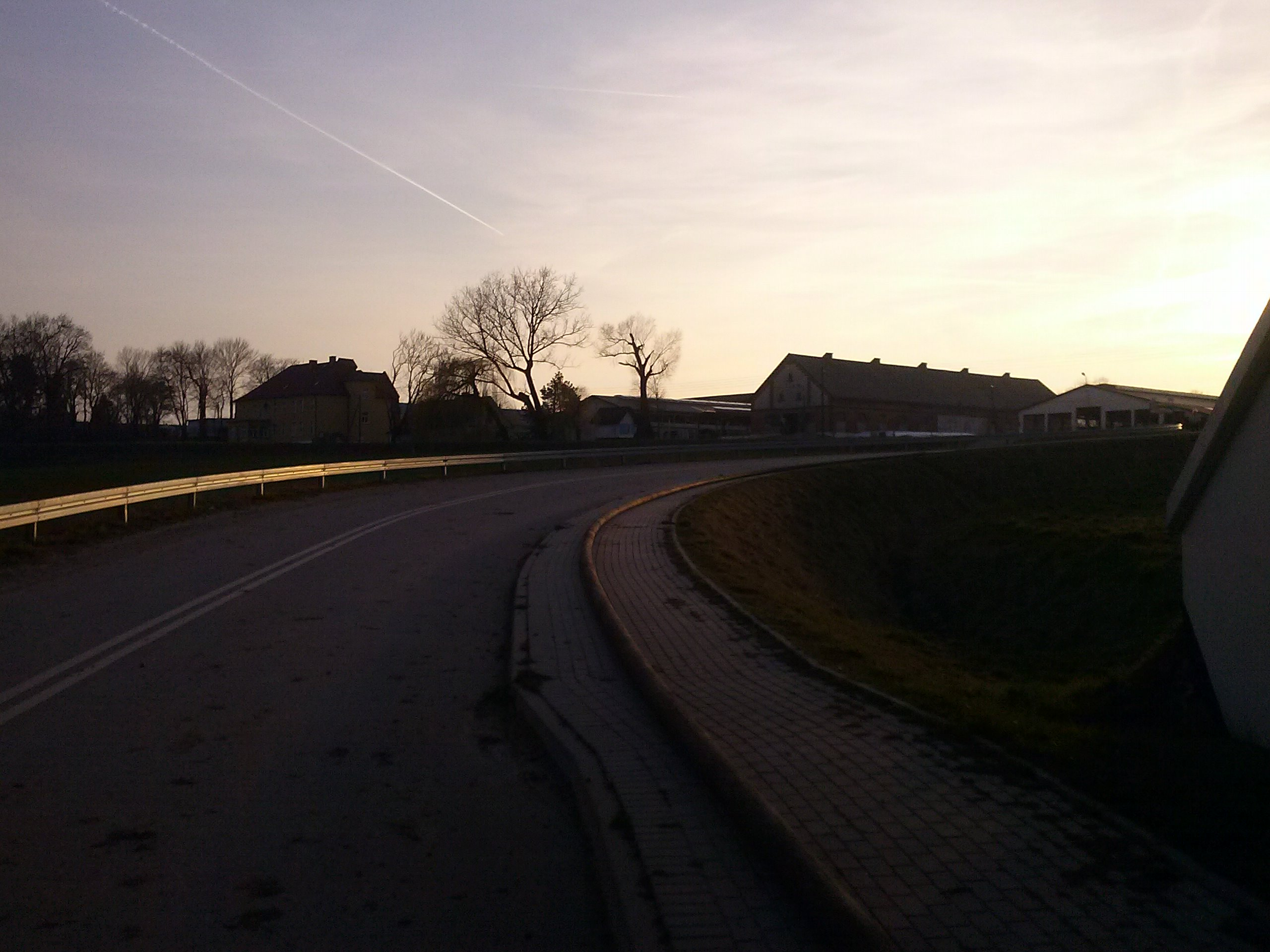
Fragment Jurkowic Pierwszych (po prawej stronie gospodarstwo Agrofarm)

Jurkowice Pierwsze – osada wsi Jurkowice w Polsce, położona w województwie pomorskim, w powiecie sztumskim, w gminie Stary Targ.
Miejscowość powstała jako osada folwarczna, prawdopodobnie w XIX wieku. Składała się z dworu, parku, młyna oraz budynków gospodarczych i inwentarskich. Na przełomie XIX i XX wieku wybudowano także czworaki. Układ przestrzenny został zachowany, utrzymała się część budynków z XIX wieku oraz relikty parku. Od ok. 1876 przez miejscowość przebiega odcinek linii kolejowej nr 9 między Malborkiem a Iławą. W Jurkowicach Pierwszych znajduje się jedno z największych gospodarstw rolnych w Polsce – Agrofarm Jurkowice.
W latach 1945–1975 miejscowość administracyjnie należała do województwa gdańskiego, a w latach 1975–1998 do województwa elbląskiego.